# Al-Qayyara
Al-Qayyara (arabisch القيارة, DMG al-Qaiyāra), auch bekannt unter den Namen Qayyarah und Kajjarah, ist ein irakischer Ort im Gouvernement Ninawa. Der Ort liegt rund 30 Kilometer südlich von Mossul am westlichen Ufer des Tigris.

## Geschichte
Der aus Mossul stammende Kaufmann Mustafa Tschelebi Zakariazade erwarb Ende des 19. Jahrhunderts die Abbaurechte für die Erdölvorkommen der Umgebung direkt vom Privatvermögen der Hohen Pforte in Istanbul und importierte für die Erdölgewinnung Maschinen aus Europa. 1912 forderte er von ihr Entschädigung für seine aufgehobene Konzession, die auf einem Ferman von 1898 beruht hatte.
Im August 2016 wurde der Ort durch die irakischen Streitkräfte von der Organisation des sogenannten Islamischen Staats befreit. Der Ort wurde im Herbst 2016 als Ausgangsbasis zum Sturm auf die irakische Großstadt Mossul genutzt. In der Nähe des Ortes liegt der Militärflugplatz Qayyarah Airfield West.